# Kölliken
Kölliken (schweizerdeutsch: ˈχœlikχə) ist eine Einwohnergemeinde im Schweizer Kanton Aargau. Sie gehört zum Bezirk Zofingen, liegt im unteren Uerkental und grenzt an den Kanton Solothurn.

## Geographie
Das Dorf befindet sich am westlichen Rand der über drei Kilometer breiten und völlig flachen Hard-Ebene. Während die Uerke am östlichen Rand der Bebauung entlang fliesst, verläuft der Köllikerbach durch das Dorfzentrum. Im Westen erheben sich die bewaldeten, sanft ansteigenden Höhenzüge Köllikertann (512 m ü. M.) und Pfaffentann (514 m ü. M.). Im Süden trennt der bis zu 566 m hohe Ghürst die Täler der Uerke und des Köllikerbaches.
Die Fläche des Gemeindegebiets beträgt 889 Hektaren, davon sind 388 Hektaren bewaldet und 222 Hektaren überbaut. Der höchste Punkt befindet sich auf 566 m auf dem Ghürst, der tiefste auf 420 m am Köllikerbach. Nachbargemeinden sind Oberentfelden im Norden, Muhen im Osten, Holziken im Südosten, Uerkheim im Süden, Safenwil im Westen sowie die solothurnische Gemeinde Gretzenbach im Nordwesten.

## Geschichte
Besiedelt war die Gegend um Kölliken bereits während der Mittelsteinzeit vor rund 8000 Jahren. Im 1. Jahrhundert betrieben die Römer hier eine Ziegelei. Ein Brennofen und zahlreiche Ziegelstempel der in Vindonissa stationierten Legio XXI Rapax kamen bei Ausgrabungen im Jahr 1922 zum Vorschein. Um 700 liessen sich die Alamannen nieder. Die erste urkundliche Erwähnung von Cholinchove erfolgte 864.  Der Name stammt vom althochdeutschen Cholinghofun ab, was «bei den Höfen der Sippe des Cholo» bedeutet. Kölliken war bis 919 königlicher Besitz und ging dann an das Kloster St. Gallen über.

Luftansicht (1958)

Im Mittelalter lag das Dorf im Herrschaftsbereich der Grafen von Lenzburg, ab 1173 in jenem der Grafen von Kyburg. Nachdem diese ausgestorben waren, übernahmen die Habsburger 1273 die Landesherrschaft und die Blutgerichtsbarkeit. Das Kloster übte die niedere Gerichtsbarkeit aus, verlieh sie jedoch zeitweise an die Herren von Büttikon und an einen Bürger der Stadt Aarau weiter. Um 1350 entstand das Muhenamt, ein gesonderter Gerichtsbezirk, dem auch Kölliken angehörte.
1415 eroberten die Eidgenossen den Aargau. Kölliken gehörte nun zum Untertanengebiet der Stadt Bern, dem so genannten Berner Aargau. Nachdem die Stadt Solothurn im Jahr 1458 vom Kloster einen Teil des Lehens erworben hatte, fühlte sich Bern veranlasst, sämtliche Rechte in einer Hand zu vereinen, was 1460 dann auch geschah. In der Folge bildete Kölliken einen Gerichtsbezirk innerhalb des Amtes Lenzburg. 1528 führten die Berner die Reformation ein. Die aufkommende Textilindustrie bot ab dem 18. Jahrhundert zusätzliche Verdienstmöglichkeiten in Heimarbeit. Im März 1798 nahmen die Franzosen die Schweiz ein, entmachteten die «Gnädigen Herren» von Bern und riefen die Helvetische Republik aus. Seither gehört Kölliken zum Kanton Aargau.
Handel, Industrie und Gewerbe verdrängten schon früh die Landwirtschaft, bedingt durch den Ausbau der Strasse Zürich–Bern in den 1770er Jahren und der Eröffnung der Bahnstrecke Zofingen–Wettingen durch die Nationalbahn am 6. September 1877. Die Überbevölkerung in der zweiten Hälfte des 19. Jahrhunderts und die damit verbundene Armut führten zu zahlreichen Auswanderungen, vor allem nach Nordamerika. Seit 1900 hat sich die Bevölkerungszahl mehr als verdoppelt. Die Eröffnung der Autobahn im Jahr 1967 führte zu einem rasanten wirtschaftlichen Aufschwung.

## Sehenswürdigkeiten

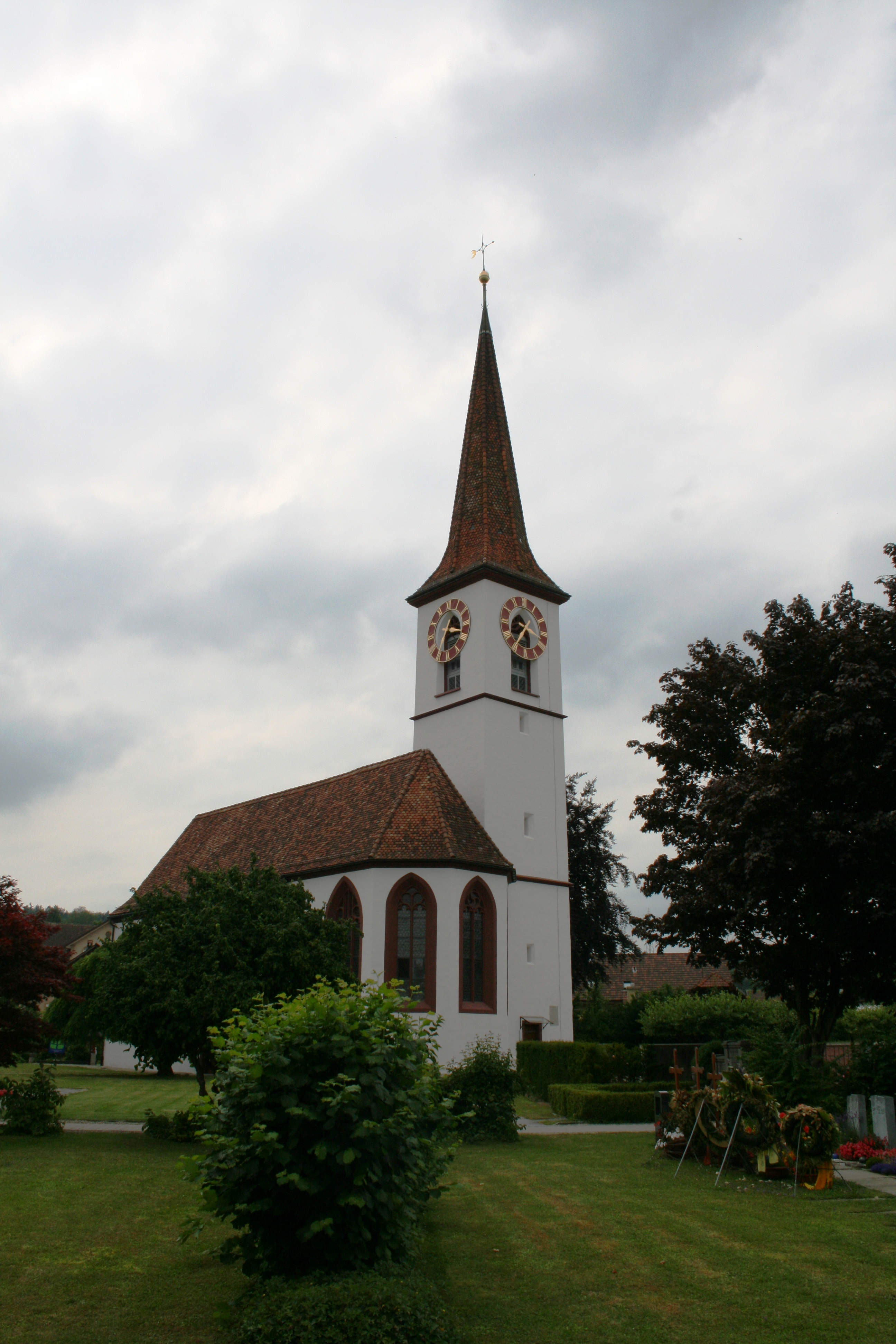
Reformierte Kirche

Die erstmalige Erwähnung der reformierten Kirche erfolgte im Jahr 1258. Der heute bestehende Bau im spätgotischen Stil geht auf das Jahr 1507 zurück. 1920 erfolgte eine Verbreiterung des Kirchenschiffs. Kölliken ist als Dorf der Strohdachhäuser bekannt: Von den fünf im Aargau noch vorhandenen Häusern dieser Art (heute mit Schilf gedeckt) stehen hier drei. Mitte des 19. Jahrhunderts waren in der Region fast alle Bauernhäuser mit Stroh gedeckt. Das Salzmehuus an der Hauptstrasse 43, ebenfalls ein Strohdachhaus, ist heute ein Museum.

## Wappen
Die Blasonierung des Gemeindewappens lautet: «In Weiss auf grünem Dreiberg grüne Tanne, die von gewendeter schwarzer Bärentatze aus dem linken Schildrand gehalten wird.» Erstmals verwendet wurde dieses Wappen 1811 auf dem Gemeindesiegel. Die Tanne weist auf die weitläufigen Wälder hin, die Bärentatze entweder auf die Stadt Bern oder (wahrscheinlicher) auf das Kloster St. Gallen. Ein ähnliches Wappen führt die Gemeinde Rüschegg.

## Bevölkerung

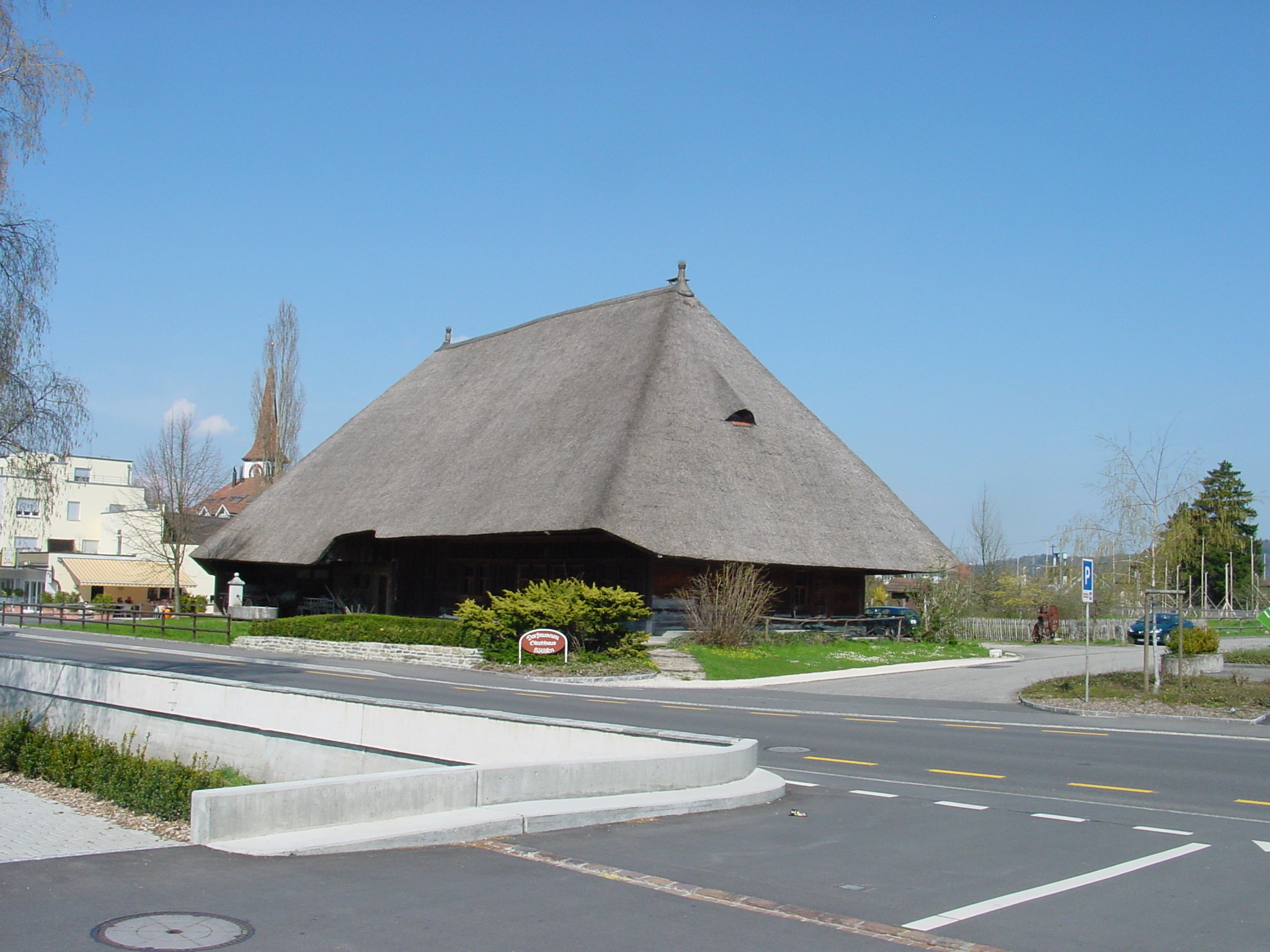
Salzmehuus

Die Einwohnerzahlen entwickelten sich wie folgt:
| Jahr      | 1798 | 1850 | 1900 | 1930 | 1950 | 1960 | 1970 | 1980 | 1990 | 2000 | 2010 | 2020 |
| Einwohner | 896  | 1782 | 2021 | 2456 | 2884 | 3007 | 3219 | 3080 | 3577 | 3910 | 4126 | 4559 |

Am 31. Dezember 2023 lebten 5035 Menschen in Kölliken, der Ausländeranteil betrug 23,7 %. Bei der Volkszählung 2015 bezeichneten sich 39,6 % als reformiert und 22,1 % als römisch-katholisch; 38,3 % waren konfessionslos oder gehörten anderen Glaubensrichtungen an. 91,7 % gaben bei der Volkszählung 2000 Deutsch als ihre Hauptsprache an, 2,7 % Italienisch, 2,2 % Albanisch, 0,7 % Serbokroatisch und 0,6 % Französisch.

## Politik und Recht
Die Versammlung der Stimmberechtigten, die Gemeindeversammlung, übt die Legislativgewalt aus. Ausführende Behörde ist der fünfköpfige Gemeinderat. Er wird im Majorzverfahren vom Volk gewählt, seine Amtsdauer beträgt vier Jahre. Der Gemeinderat führt und repräsentiert die Gemeinde. Dazu vollzieht er die Beschlüsse der Gemeindeversammlung und die Aufgaben, die ihm vom Kanton zugeteilt wurden. Für Rechtsstreitigkeiten ist in erster Instanz das Bezirksgericht Zofingen zuständig. Kölliken gehört zum Friedensrichterkreis XVI (Zofingen).

## Wirtschaft

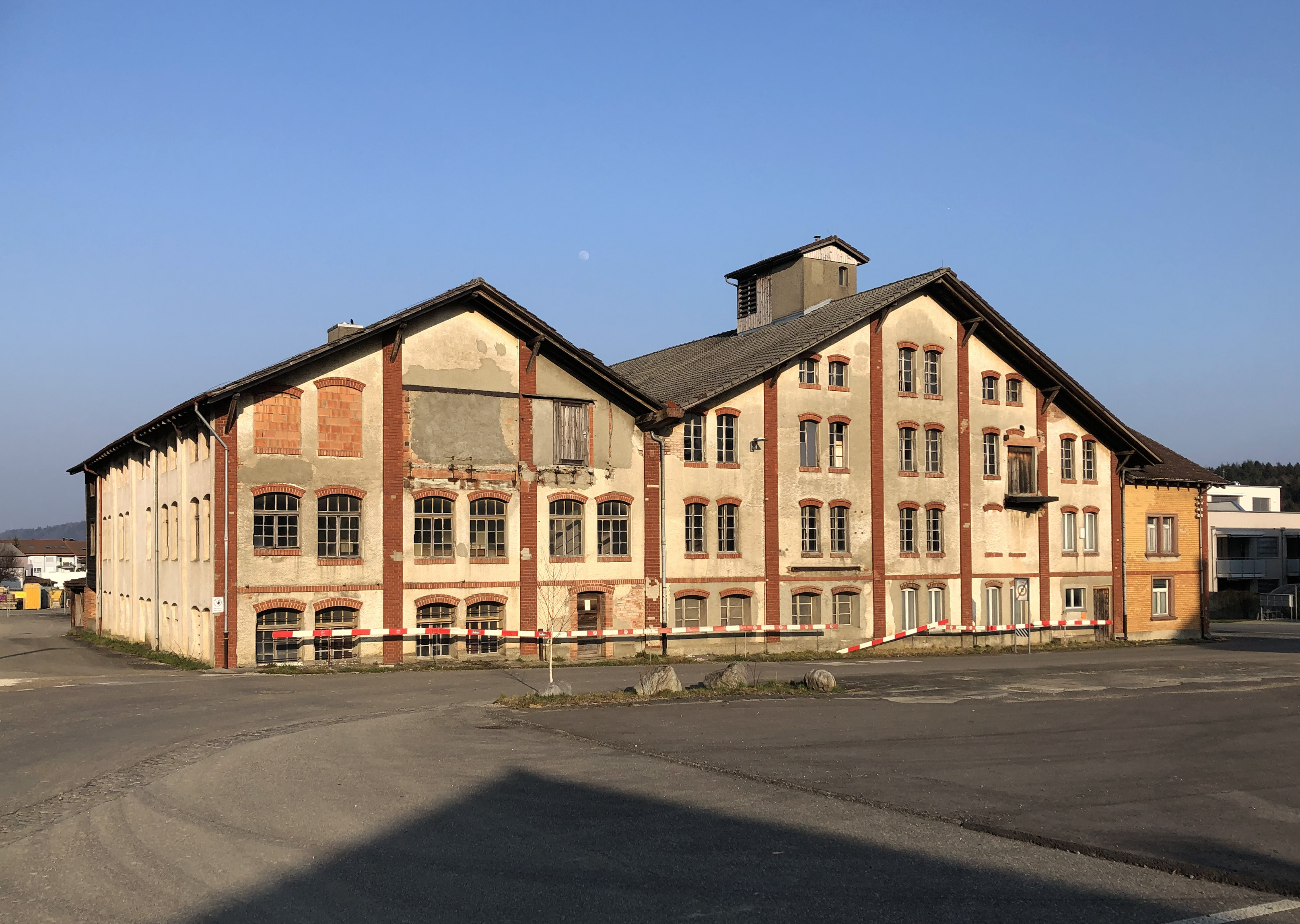
Alte Ziegelei Kölliken

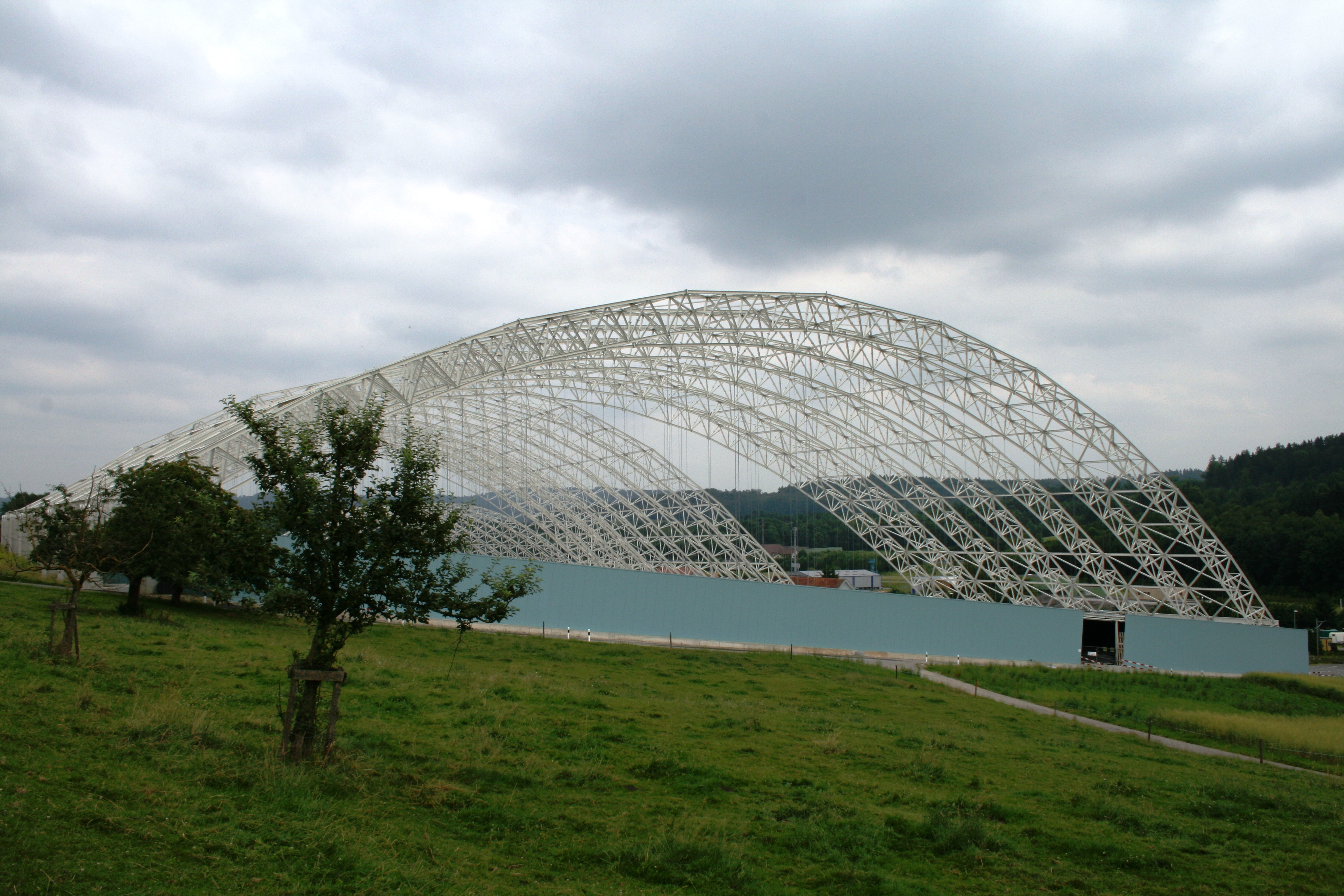
Halle der Sondermülldeponie Kölliken

In Kölliken gibt es gemäss der im Jahr 2015 erhobenen Statistik der Unternehmensstruktur (STATENT) rund 1350 Arbeitsplätze, davon 3 % in der Landwirtschaft, 33 % in der Industrie und 64 % im Dienstleistungsbereich. Die meisten Erwerbstätigen sind Wegpendler und arbeiten in den Regionen Zofingen oder Aarau.
Die Sondermülldeponie Kölliken liegt am südwestlichen Dorfrand. Sie wurde im März 1978 in einer ehemaligen Tongrube eröffnet. Ungenügende Kontrollen hatten zur Folge, dass vor allem die Chemieindustrie aus Basel auch völlig ungeeignetes und gefährliches Material in der Deponie lagerte, was zu einer akuten Gefährdung des Grundwassers und starken Geruchsbelästigungen führte. Deshalb musste die Deponie bereits im April 1985 geschlossen werden; insgesamt waren 250'000 m³ Sonderabfälle deponiert worden. Zunächst war man bis 2002 damit beschäftigt, einer fortschreitenden Umweltbelastung vorzubeugen und zahlreiche Sicherungsmassnahmen durchzuführen. Anfangs 2006 begann die Sanierung mit dem Bau einer Entsorgungshalle. Der anschliessende Rückbau der Deponie mit Renaturierung wird voraussichtlich bis 2020 dauern. Die Gesamtkosten für die aufwändige Sanierung belaufen sich auf rund 770 Millionen Franken.

## Verkehr
Durch Kölliken verläuft die Hauptstrasse 1 von Zürich über Lenzburg und Oftringen nach Bern. Die Kantonsstrasse 285 führt nach Schöftland, die Kantonsstrasse 319 nach Gretzenbach. Der Anschluss Aarau-West der Autobahn A1 befindet sich einen Kilometer östlich des Dorfes.

### Regionalverkehr
Die Anbindung an den öffentlichen Verkehr erfolgt durch die SBB-Bahnlinie Lenzburg-Zofingen mit dem Bahnhof Kölliken und der Station Kölliken Oberdorf.
- S 28 Zofingen – Lenzburg

### Nahverkehr
An Wochenenden verkehrt ein Nachtbus vom Bahnhof Aarau über Schöftland nach Kölliken sowie nach Zofingen über Safenwil
- N25 Aarau Bahnhof – Oberentfelden – Muhen – Schöftland – Holziken – Kölliken – Oberentfelden – Aarau Bahnhof
- N28 Aarau Bahnhof – Buchs AG – Suhr – Entfelden – Kölliken – Safenwil – Oftringen – Zofingen Bahnhof

## Bildung
Die Gemeinde verfügt über zwei Kindergärten und drei Schulhäuser, in denen sämtliche Stufen der obligatorischen Volksschule besucht werden können (Primarschule, Realschule, Sekundarschule und Bezirksschule). Das nächstgelegene Gymnasium ist die Kantonsschule Zofingen.

## Persönlichkeiten
- Rodolphe Soutter (1789–1866), Politiker
- Rodolphe Bolliger (1878–1952), Maler und Zeichner
- Otto Basler (1902–1984), Literaturkritiker
- Gerhard Haeny (1924–2010), Ägyptologe
- Mani Matter (1936–1972), Musiker
- DJ BoBo (* 1968), Musiker
- Nicola Bossard (* 1996), Grossrat (Grüne)